# Košljunski zaljev
Košljunski zaljev este o arie protejată (sit de importanță comunitară — SCI) din Croația întinsă pe o suprafață de 285,04 ha, integral marine.

## Localizare
Centrul sitului Košljunski zaljev este situat la coordonatele 44°23′27″N 15°04′23″E / 44.390868°N 15.07301°E.

## Înființare
Situl Košljunski zaljev a fost declarat sit de importanță comunitară în iulie 2013 pentru a proteja un număr necunoscut de specii din flora spontană și fauna sălbatică aflate în arealul zonei.

## Biodiversitate
Situată în ecoregiunea marină mediteraneană, aria protejată conține 2 habitate naturale: Recifuri, Peșteri marine scufundate complet sau parțial.
La baza desemnării sitului se află un număr nedeclarat de specii protejate.